# ژان فان بوخنهاوت
ژان فان بوخنهاوت (انگلیسی: Jean Van Buggenhout; ۱۵ ژانویهٔ ۱۹۰۵ – ۱ ژوئن ۱۹۷۴) دوچرخه‌سوار اهل بلژیک بود.